# Маршал Российской Федерации
Ма́ршал Росси́йской Федера́ции — высшее персональное воинское звание в Вооружённых Силах Российской Федерации, введённое в 1993 году. Первым и единственным носителем этого звания 21 ноября 1997 года стал Министр обороны Российской Федерации Игорь Дмитриевич Сергеев.

## Учреждение звания
Звание Маршала Российской Федерации было учреждено Законом Российской Федерации от 11 февраля 1993 года № 4455-1 «О воинской обязанности и военной службе». С момента вступления указа в силу это звание присваивалось Верховным Советом Российской Федерации с формулировкой «за особые заслуги перед государством». После расформирования Верховного Совета и принятия новой Конституции формулировка о присвоении звания Маршала Верховным Советом была признана не соответствующей положениям Конституции, но оставалась в тексте закона, пока 28 марта 1998 года не был принят новый Федеральный закон № 53-ФЗ «О воинской обязанности и военной службе», действующий в настоящее время. В соответствии с ним воинские звания высших офицеров (в том числе и маршала) присваиваются Президентом Российской Федерации.
Де-юре и де-факто звание Маршала Российской Федерации соответствует званию Маршала Советского Союза. Звание генерала армии США и звание фельдмаршала Великобритании считаются приблизительными эквивалентами звания Маршала Российской Федерации.

## Знаки различия

### Погоны
Первые рисунки с изображением вариантов погон Маршала Российской Федерации были представлены Научно-техническим комитетом Центрального вещевого управления Министерства обороны Российской Федерации (НТК ЦВУ МО РФ) Генеральному штабу Вооружённых сил Российской Федерации в январе 1994 года. Первое подобное описание погон маршала и знаков различия на них было приведено в указе от 23 мая 1994 года «О военной форме одежды и знаках различия по воинским званиям»: к знакам различия относились большая позолоченная звезда или звезда защитного цвета с красным кантом и изображённый над звездой герб России. Указом был определён только общий вид маршальского знака отличия — большая звезда и герб России. В связи с этим ЦВУ Министерства обороны продолжило разработку вариантов погон для Маршала Российской Федерации. Официальные образцы этих погон были утверждены начальником ЦВУ Министерства обороны РФ генерал-лейтенантом Михаилом Хреновым 21 октября 1994 года. Как и для других воинских званий, погоны имели прямоугольную форму, пуговицу в верхней части, трапециевидный верхний край и поле из галуна специального переплетения золотистого цвета или с кантами красного цвета. Ширина нашивных погон составляла 55 мм, съёмных погон — 50 мм.

### Изображения на погонах
Диаметр звезды и герба на погонах маршала составлял 40 мм, герб изображался без геральдического щита. Эти параметры знаков различия упоминались в «Правилах ношения военной формы одежды военнослужащими Вооружённых Сил РФ», утверждённых в соответствии с приказом Министра обороны РФ от 28 июля 1994 года № 255. Согласно приказу, расстояние от центра звёзд до нижнего края погон должно было составлять 30 мм. Звезда на утверждённых маршальских погонах вышивалась золотой мишурой. Хотя непосредственно сам герб не изображался, щит на груди двуглавого орла вышивался красными нитками. 28 марта 1997 года приказом Министра обороны РФ № 210 были введены новые Правила ношения формы одежды, в которых впервые приводилось описание погон маршала: там указывалось расстояние от нижнего края погона до центра звезды, составлявшее 35 мм. В Технических условиях «Вышивные изделия на форменную одежду и головные уборы военнослужащих» упоминалось, что диаметр двуглавого орла составлял 35 мм. Допускалось изображение на орле металлической вставки — щита с красной эмалью с изображением всадника, поражающего копьём змея (в реальности подобные вставки не использовались).
Внешний вид знаков различия не претерпел серьёзных изменений с момента их утверждения в 1994 году. Согласно указу Президента Российской Федерации № 293 от 11 марта 2010 года «О военной форме одежды, знаках различия военнослужащих и ведомственных знаках отличия» и последующим дополнениям, на погонах Маршала Российской Федерации в качестве знаков различия размещается звезда с кантами красного цвета, расположенная на продольной осевой линии погона, а над ней — изображение государственного герба Российской Федерации без геральдического щита. Диаметр вышитого герба и звезды Маршала составляет 40 мм.

Погон съёмный на повседневную форму (1994–2010)
Погон съёмный на парадную форму (1994–2010 и с 2020)
Погон съёмный на полевую форму (1994–2010)
Погон нашивной на повседневную форму (2010–н. в.)
Погон нашивной на парадную форму (2013–2020)
Фальшпогон-муфта на полевую форму (2010–н. в.)

### Форма одежды
Форма одежды для Маршала Российской Федерации была впервые представлена в мае 1995 года. Она отличалась от генеральской формы шитьём в виде дубовых листьев на околыше фуражки и в петлицах (у генералов на форме изображались лавровые листья). На тулье была вышита эмблема Государственного герба Российской Федерации. Филигранный шнур заменялся вышитым ремешком. Козырёк парадной фуражки также имел шитьё в виде дубовых листьев и кант по наружному краю, китель имел шитьё в виде тех же дубовых листьев на обшлагах рукавов. Воротник и обшлага (высотой 90 см) имели красный суконный кант и кант, вышитый золотой канителью. Для её узаконивания заместитель министра обороны, начальник Тыла ВС РФ генерал-полковник Владимир Чуранов 11 мая 1995 года направил официальное письмо министру обороны Павлу Грачёву с предложением внести подобные изменения не только в форму одежды Маршалов Российской Федерации, но и генералов армии. 12 мая Грачёв одобрил это предложение.
28 мая 1995 года начальник ЦВУ МО РФ генерал-лейтенант Михаил Хренов утвердил решение НТК об особенностях парадной и повседневной одежды маршалов Российской Федерации и генералов армии. В соответствии с решением шитьё из дубовых листьев должно было размещаться на околышах повседневных фуражек и воротниках повседневных кителей. 8 сентября того же года было принято решение НТК ЦВУ по вышивке дубовых листьев на петлицах к зимнему пальто и демисезонной куртке. Особое шитьё на форме генералов армии отменил преемник Грачёва Игорь Родионов.

### Маршальская звезда

Маршальская звезда «большого» типа (1994—1997)

К знакам различия в прошлом относился также маршальский знак отличия «Маршальская звезда» «большого» типа при парадной форме, который был утверждён в привычном виде Указом Президиума Верховного Совета СССР от 15 апреля 1981 года № 4735-Х «О маршальских знаках отличия „Маршальская Звезда“ Маршала Советского Союза и Адмирала Флота Советского Союза, „Маршальская Звезда“ маршала рода войск, генерала армии и адмирала флота». Маршальская звезда имела диаметр 44,5 мм с вмонтированной малой звездой диаметром 23 мм, изготавливалась из сплава драгоценных металлов, была украшена 25 бриллиантами общим весом 1,25 карата и большим центральным бриллиантом весом 2,62 карата. Вес звезды составлял 36,8 г. В торжественных случаях маршалы имели право носить её на узле галстука. Её стоимость составляла около 200 миллионов неденоминированных рублей. В Российской Федерации прежний порядок вручения звезды сохранялся долгое время, но не был юридически урегулирован, а при присвоении звания генерала армии новоиспечённому обладателю звезды также вручалась Грамота Президента Российской Федерации.
Знак отличия «Маршальская звезда» был упразднён указом Президента России от 27 января 1997 года № 48. Маршалы Советского Союза, главные маршалы рода войск, маршалы родов войск, генералы армии и адмиралы флота, уволенные в запас и ранее носившие «Маршальскую звезду», сохраняли право её ношения согласно указам 1994 и 1997 годов. В то же время этого права лишились генералы армии и адмиралы флота, получившие звание в соответствии с указом от 27 января 1997 года. Инициатором отмены звёзд стал действовавший министр обороны Игорь Родионов, выдвинувший подобную инициативу в августе 1996 года. Основания для отказа от звёзд носили, прежде всего, финансовый характер — стоимость изготовления звёзд для новых четырёх генералов армии и адмирала флота составила бы 1 миллиард неденоминированных рублей по тем ценам. Ещё одним основанием для отказа от звёзд стало введение новой наградной системы, предусматривавшей ношение знаков ордена «За заслуги перед Отечеством» II и III степеней на шейной ленте.

## Присвоение звания Игорю Сергееву

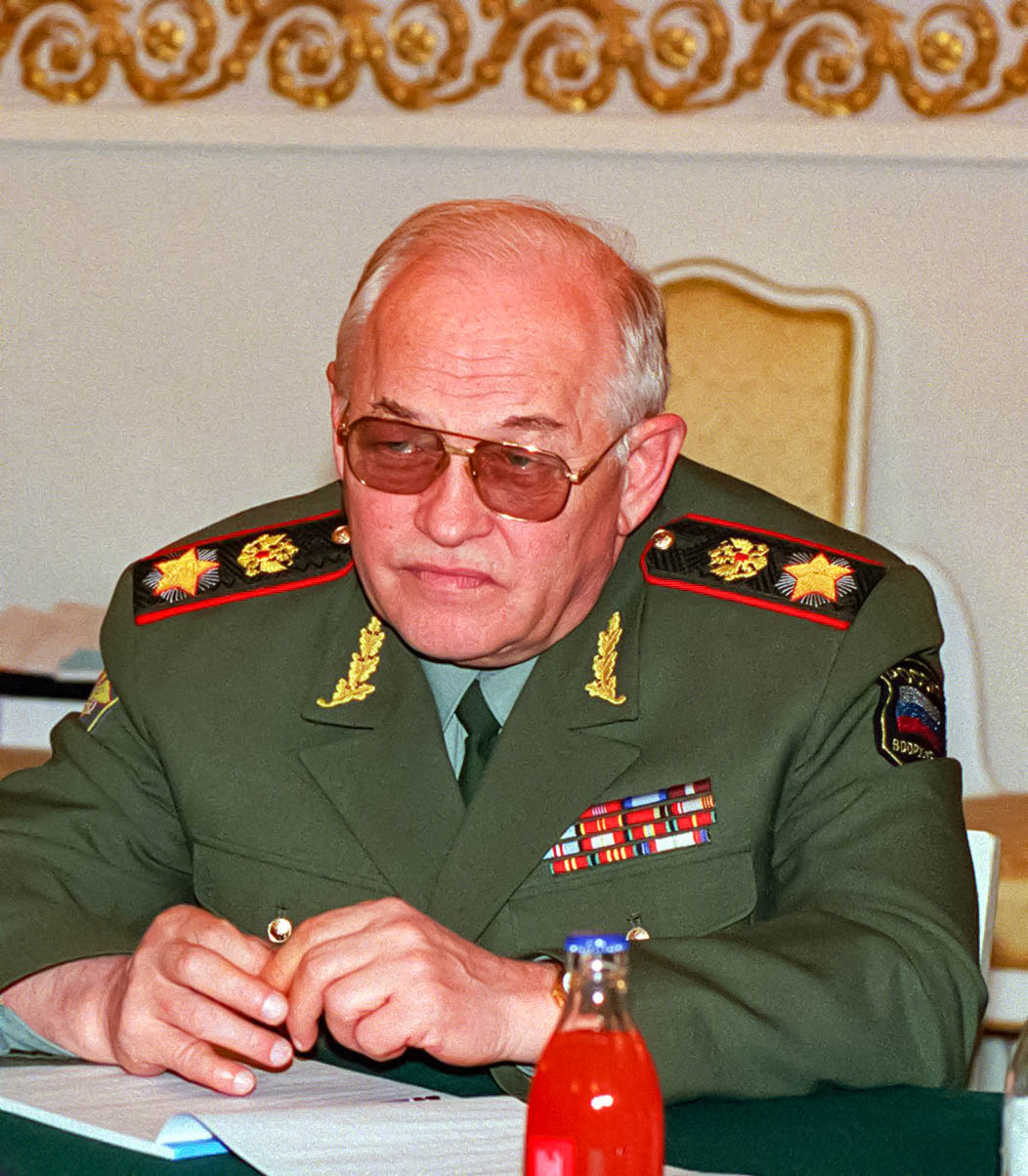
Министр обороны Российской Федерации с 1997 по 2001 гг. Игорь Сергеев — единственный в истории и первый Маршал Российской Федерации.

Весной 1995 года пресса, ссылаясь на источники в Министерстве обороны Российской Федерации, сообщила о том, что действовавшему министру обороны, генералу армии Павлу Грачёву планируется в канун 50-летия Победы в Великой Отечественной войне присвоить звание Маршала Российской Федерации. Высокопоставленные сотрудники из окружения Грачёва позже подтверждали, что эти планы действительно имели место. Согласно утверждению газеты «КоммерсантЪ», Президент Российской Федерации Борис Ельцин несколько раз поручал подготовить указ о присвоении звания маршала Грачёву, однако так и не решился подписать его. Тем не менее, за несколько дней до празднования 50-летия Победы для Грачёва был пошит особый парадный маршальский китель, и именно в нём Павел Грачёв 9 мая принимал Парад Победы.
21 ноября 1997 года первое звание Маршала Российской Федерации было присвоено действовавшему Министру обороны Российской Федерации Игорю Дмитриевичу Сергееву в соответствии с Указом Президента РФ № 1252. Новость стала неожиданной для сотрудников Центрального экспериментального пошивочного комбината, который шил мундиры и изготавливал погоны для высших офицеров вооружённых сил: в связи с этим последующий день, считавшийся формально выходным, был оперативно объявлен рабочим. Сергееву не могла быть формально присуждена маршальская звезда, но в итоге и он, и генерал армии Анатолий Квашнин одновременно получили свои звёзды «большого» типа. Отчасти это произошло благодаря тому, что на хранении в орденской кладовой было достаточно маршальских знаков отличия. Неизвестно, кто настоял на принятии решения о присвоении звёзд Сергееву и Квашнину, но, по словам Андрея Степанова, решение принималось на самом высоком уровне. В феврале 1998 года начальник Управления Президента РФ по государственным наградам Нина Сивова направила докладную записку Ельцину со сведениями о находящихся на хранении «Маршальских звёздах» и предложением издать Указ об учреждении знаков отличия Маршала Российской Федерации и знаков отличия генерала армии и адмирала флота, чтобы появились формальные основания для вручения оставшихся звёзд. Проработку этого вопроса поручили Государственному герольдмейстеру Георгию Вилинбахову, и вскоре Государственная герольдия направила Президенту письмо с предложением не восстанавливать маршальские знаки отличия, а издать новый указ об утверждении нового образца погон маршала — вместо звезды на погонах должны были размещаться перекрещенные маршальские жезлы в обрамлении из лавровых листьев. Проект новых погон авторства П. К. Корнакова остался нереализованным.
В последующие годы звание маршала не присваивалось никому, хотя осталось в перечне воинских званий. Согласно установленному и действующему порядку оно может присваиваться военнослужащим, имеющим звание генерала армии, «за особые заслуги перед Отечеством». 29 ноября 2021 года вступили в силу изменения, внесённые в Федеральный закон «О воинской обязанности и военной службе»: с военнослужащими, имеющими воинское звание Маршала Российской Федерации, генерала армии, адмирала флота, достигшими предельного возраста пребывания на военной службе, может заключаться новый контракт о прохождении военной службы на срок, установленный решением Президента Российской Федерации (ранее заключение данного контракта допускалось до достижения указанными военнослужащими возраста 70 лет).